# Isonomia

La bilancia, simbolo di uguaglianza e giustizia anche nel mondo greco.

La parola isonomia (dal greco isos: "uguale" e nomos: "legge") rappresenta il concetto di eguaglianza di tutti i cittadini di fronte alla legge.

## Storia e significato
Nasce come forma di governo ad Atene, con la riforma democratica dell'aristocratico Clistene, che seguì al rovesciamento della tirannide di Pisistrato (famiglia degli Alcmeonidi) e dei suoi discendenti.
Tutti sono soggetti alla stessa legge; la rotazione e il sorteggio nella partecipazione alle cariche politiche stanno ad indicare che tutti hanno la medesima aretè (virtù), e che ognuno trova la propria realizzazione nella partecipazione alla comunità.
L'isonomia infatti consiste soprattutto nell'affinità fra l'ordine naturale che governa l'universo (kòsmos), e le leggi che governano la città. Queste sono concepite come un riflesso della Legge universale posta a fondamento del mondo. Solo in virtù di una tale corrispondenza l'uomo greco si sente organicamente inserito nella collettività. L'armonia esistente fra la polis (città), e i singoli individui che la compongono, è identica (ìsos) a quella esistente in natura fra il tutto e le sue singole parti.
Più specificamente, secondo Alcmeone di Crotone, isonomia sarebbe il perfetto equilibrio, l'armonia del corpo, quindi la salute; in questo senso, il suo contrario sarebbe la monarchia, intesa come il prevalere di una parte sulle altre. Secondo Epicuro, citato poi in tal senso da Lucrezio, l'isonomia consiste invece nell'armonica corrispondenza di tutte le parti nell'infinito, all'interno di una concezione dinamica dell'equilibrio cosmico.